# Maria Lis-Turlejska
Maria Lis-Turlejska (ur. 2 maja 1940) − polska psycholog, profesor nauk humanistycznych. Pracownik naukowy Katedry Neuropsychologii, Wydziału Psychologii Uniwersytetu Warszawskiego, a w późniejszych latach Katedry Psychologii Behawioralnej na Wydziale Psychologii Uniwersytetu SWPS. W latach 2001–2003 oraz 2005-2010 członkini Komisji Naukowo Dydaktycznej Polskiego Towarzystwa Terapii Poznawczej i Behawioralnej. Zajmuje się kierunkami psychoterapii, psychologią kliniczną oraz stresem traumatycznym.

## Kariera naukowa
Studia wyższe ukończyła w 1963 roku na Wydziale Biologii Uniwersytetu Wrocławskiego, a w roku 1967 na Wydziale Psychologii Uniwersytetu Warszawskiego. W roku 1974 w Instytucie Psychologii Uniwersytetu Warszawskiego uzyskała stopień doktora nauk humanistycznych w zakresie psychologii ze specjalnością psychologia kliniczna. Promotorem pracy doktorskiej był Stanisław Mika. W 1999 roku uzyskała stopień doktora habilitowanego za rozprawę pt. Traumatyczny stres. Koncepcje i badania. Tytuł naukowy profesora nauk humanistycznych uzyskała w 2007 roku.
Dostała nagrodę PTP im. St. Błachowskiego za pracę doktorską, nagrodę Ministra Edukacji Narodowej za współautorstwo książki Psychoterapia (1994) oraz nagrodę niemieckiej Fundacji Annekatrein Mendel za książkę: "Stres traumatyczny. Koncepcje i badania" (1998).

## Wybrane publikacje
- Lis-Turlejska, M. (red.) (1979). Nowe kierunki w psychoterapii. Wydawnictwa Uniwersytetu Warszawskiego.
- Lis-Turlejska, M. (1991). Nowe zjawiska w psychoterapii (red. naukowa). Warszawa: Jacek Santorski & Co Agencja Wydawnicza.
- Lis-Turlejska, M. (1998). Stres traumatyczny - koncepcje i badania. Wydawnictwo Instytutu Psychologii PAN.
- Lis-Turlejska, M. (2002). Stres traumatyczny. Występowanie, następstwa, terapia. Warszawa: Wydawnictwo Akademickie „Żak”.
- Lis-Turlejska, M. (2005). Traumatyczne zdarzenia i ich skutki psychiczne. Wydawnictwo Instytutu Psychologii PAN.
- Dragan, M., Lis‐Turlejska, M. (2007). Lifetime exposure to potentially traumatic events in a sample of alcohol‐dependent patients in Poland, Journal of Traumatic Stress (20, 1041-1051).
- Lis-Turlejska, M., Łuszczynska. A., Plichta, A., Benight, C. (2008). Jewish and Non-Jewish World War II child and adolescent survivors at 60 years after war: Effects of parental loss and age at exposure on well-being. Am. J. Orthopsychiatry. 78 (3): 369–377.
- Lis-Turlejska, M., Łuszczyńska, A., Szumiał, S. (2016). Rozpowszechnienie PTSD wśród osób, które przeżyły II wojnę światową w Polsce, Psychiatria Polska , 50, 923–934.
- Rzeszutek, M., Lis-Turlejska, M., Palich, H., Szumiał, Sz. (2017) Polska adaptacja narzędzia pomiaru ekspozycji na traumatyczne zdarzenia według definicji DSM-5: Life Events Checklist for DSM-5 (LEC-5). Psychiatria Polska, 67, DOI https://doi.org/10.12740/PP/OnlineFirst/69218.
- Lis-Turlejska, M., Szumiał, Sz., Drapała, I. (2018). Posttraumatic stress symptoms among Polish World War II survivors: the role of social acknowledgement, European Journal of Psychotraumatology, 9:1, 1423831, DOI: 10.1080/20008198.2018.1423.
- Rzeszutek, M., Lis-Turlejska, M., Pięta, M, Karlsen, M., Backus, H., Florek W. et al. (2020) Knowledge about traumatic World War II experiences among ancestors and subjective wellbeing of young adults: A person-centred perspective. PLoS ONE 15(8): e0237859. https://doi.org/10.1371/journal.pone.0237859.

## Współpraca międzynarodowa
W latach 2007–2011 współpracowała z The European Network for Traumatic Stress jako collaborating partner. W latach 2007–2013 członek Zarządu European Society for Traumatic Stress Studies.